# 玉緑茶
玉緑茶（たまりょくちゃ）は九州中北部で生産されている日本茶の一種。煎茶等の葉が細長い針状の形をしているのに対して、まが玉のような形状をしているのが特徴である。製法により釜炒り製と蒸し製とに分かれる。嬉野市を代表的な産地とする。

## 釜炒り製玉緑茶
日本の緑茶類の中でほぼ唯一、釜炒り製法で作られる玉緑茶。（番茶類には釜炒り製法もある。）中国の製茶法が九州に伝えられたもので、佐賀県の嬉野茶や宮崎県、熊本県の青柳茶が知られている。江戸時代は抹茶と並んで代表的な日本茶の製法だったとみられている。直径1メートルほどの半球状の鋳鉄製の釜を無水で熱し、そこに茶葉を入れ酵素の活性を失わせる（殺青、失活）。嬉野では45～50度に傾斜させるようにかまどを築くのに対し、青柳茶は水平の釜を用いる。

## 蒸し製玉緑茶
その名の通り、釜炒りに代えて蒸しによって茶葉の酵素の活性を失わせる製茶法であるが、一般の煎茶の製茶法のような精揉の工程が無く勾玉状の形状となる。大正末期から昭和初期にかけ、中国茶が好んで飲まれていた旧ソ連への輸出を増やすため、中国製の釜炒り茶に形その他が似たお茶として開発され、戦後には北アフリカなどへも盛んに輸出された。釜炒り製に比べ効率良く製造できるので従来釜炒り法で作られていた産地も多くが蒸し製に転換してきて、釜炒り製は少数となってきている。

## 名称の由来
通常の煎茶のような細長い針状ではなく、勾玉のような形から玉緑茶と呼ばれる。輸出が急増した1932年業界で公募によりこの名が決定した。グリ茶とも呼ばれ（この場合、一般の針状の形の茶は「伸び茶」という）、これにはグリグリとした丸い形状からという説、過去に輸出向けに生産された経緯からグリーンティーが訛ったとする説、仏画や寺院で見られる雲の模様である屈輪（グリ）と形が似ているからとする説などがある。静岡では「ヨンコン」とも呼ばれる。